# Pont de Bois (metrostation)
Het metrostation Pont de Bois is een station van metrolijn 1 van de metro van Rijsel, gelegen in de wijk Pont de Bois in de Franse gemeente Villeneuve-d'Ascq. Aan deze wijk dankt het station haar naam. De architectuur lijkt sterk op dat van het metrostation Triolo, echter moet men bij het station Pont de Bois een verdieping naar beneden gaan om bij het perron te komen. Vanaf de metro kan men overstappen op verscheidene buslijnen en er is een speciale "Inter'Val"lijn tussen Pont de Bois en Fort de Mons. Ook het treinstation Pont de Bois is vlakbij.

## Omgeving
Op enkele minuten lopen van het metrostation bevindt zich de Université de Lille III en iets verder het Stadium Nord Lille Métropole, waar de voetbalclub Lille OSC haar wedstrijden speelt. Met name hierdoor is Pont de Bois een van de meest gebruikte metrostations van de metro van Rijsel.